# Йордан Йовков
Йордан Йовков (болг. Йордан Стефанов Йовков; 9 листопада 1880, Жеравна — 15 жовтня 1937, Пловдив) — болгарський письменник та поет-символіст. Класик болгарської літератури міжвоєнного часу. Майстер малої прози. Також учасник трьох воєн, воєнний кореспондент.

## Біографія
Закінчив Вищу школу у Софії 1900 року. Жив у Добруджі, куди переїхав з родиною. Закінчив школу офіцерів запасу в Княжево (1902—1904 роки) і під час навчання опублікував свою першу роботу — вірш «Під важкий хрест» (1902 рік). На початку 1904 року записався на юридичний факультет Софійського університету, але смерть батька примусила його перервати навчання.
Брав участь у Балканських війнах як командир роти. У червні 1913 року поранений під час битви за Дойран. Після воєн оселився в Софії і був редактором газети «Народна армія». Залишався на службі до осені 1915 року, коли був призваний і направлений на грецький кордон, до міста Ксанті. Працював у редакції журналу «Военни известия».
Після закінчення війни перебрався до міста Добрич. Але невдовзі місто було окуповано Румунією — він утік до Варни. Друзі допомогли йому влаштуватися до посольства Болгарії в Румунії, про що існує указ прем'єр-міністра Александра Стамболийського. У Румунії Йовков багато працював літератором (аж до 1927 року).
Останні 10 років його життя були наповнені творчістю та виснажливою працею. Восени 1937 року Йордан вирушив на лікування на курорт Хісар. У Пловдиві йому поставили діагноз: рак шлунку, від чого він невдовзі помер. Похований у Софії.

## Творчість
Досвід війни був домінівним у творчій натхненності Йовкова. У той час як його перша літературна робота була про сільське життя і патріархальні звичаї, його повоєнні твори були більш різкими та мілітаристськими. Особисто сприйняв націоналістичні погляди Едварда Ґріґа. Зрештою він відійшов від меланхолійних, депресивних тем до автентичних описів села. У творах широко використовував тюркізми.
Багато творів написав під час перебування в Румунії, у Бухаресті. Зокрема, відома збірка «Вечери в Антимовския хан» бере початок 1922 року, а закінчена аж у 1928 році в Софії. Критика називає цей твір «одною з наймудріших книжок Йовкова», з глибоким філософським змістом. Автор змалював придорожні шинки Добруджі, села північно-східної Болгарії.
Товаришував із провідними поетами і літературними критиками доби: Ніколаєм Лілієвим, Бояном Пеневим.
Низка творів Йовкова були екранізовані ще до Другої світової війни.
Твори перекладені 33-ма мовами світу, у тому числі українською перекладено найвідоміший цикл оповідань «Старопланински легенди».